# نفس بکش (فیلم ۲۰۱۷)
نفس بکش (انگلیسی: Breathe) یک فیلم به کارگردانی اندی سرکیس است که در سال ۲۰۱۷ منتشر شد. از بازیگران آن می‌توان به اندرو گارفیلد، کلر فوی، تام هولندر، و هیو بونه‌ویل اشاره کرد. این فیلم بر اساس داستان واقعی زندگی رابین کاوندیش (پدر جاناتان کاوندیش: تهیه‌کننده فیلم) ساخته شده‌است.